# Xã Elvira, Quận Buffalo, South Dakota
Xã Elvira (tiếng Anh: Elvira Township) là một xã thuộc quận Buffalo, tiểu bang Nam Dakota, Hoa Kỳ. Năm 2010, dân số của xã này là 34 người.